# (40) Harmonia
(40) Harmonia ist ein Asteroid des inneren Hauptgürtels, der am 31. März 1856 vom deutsch-französischen Astronomen Hermann Mayer Salomon Goldschmidt in Paris entdeckt wurde.
Der Asteroid wurde benannt nach Harmonia, der Tochter von Ares und Aphrodite, der Frau von Kadmos, dem Gründer von Theben. Sie brachte Kunst und Musik nach Griechenland. Die Benennung erfolgte durch Urbain Le Verrier. Der Name wurde gewählt, um „ein bleibendes Denkmal für die glückliche Wiederherstellung des Friedens zu setzen“, denn der Krimkrieg (1853–1856) hatte mit der Unterzeichnung des Friedensvertrags von Paris im Februar 1856 geendet. Vergleiche dazu auch (28) Bellona.

## Wissenschaftliche Auswertung
Mit Daten radiometrischer Beobachtungen im Infraroten am Mauna-Kea-Observatorium auf Hawaiʻi vom September 1973 und am Cerro Tololo Inter-American Observatory in Chile von 1974 wurden für (40) Harmonia erstmals Werte für den Durchmesser und die Albedo von 116 und 108 km bzw. 0,09 und 0,11 bestimmt. Aus Ergebnissen der IRAS Minor Planet Survey (IMPS) wurden 1992 Angaben zu Durchmesser und Albedo für zahlreiche Asteroiden abgeleitet, darunter auch (40) Harmonia, für die damals Werte von 107,6 km bzw. 0,24 erhalten wurden. Mit hochaufgelösten Aufnahmen mit dem Adaptive Optics (AO)-System am Teleskop II des Keck-Observatoriums auf Hawaiʻi im Infraroten vom 2. August 2007 und 11. November 2011 konnte ein äquivalenter Durchmesser von 123 ± 12 km abgeleitet werden. Eine Auswertung von Beobachtungen durch das Projekt NEOWISE im nahen Infrarot führte 2011 zu vorläufigen Werten für den Durchmesser und die Albedo im sichtbaren Bereich von 119,7 km bzw. 0,20. Nach neuen Messungen mit NEOWISE wurden die Werte 2014 auf 111,3 km bzw. 0,22 korrigiert. Nach der Reaktivierung von NEOWISE im Jahr 2013 und Registrierung neuer Daten wurden die Werte 2015 mit 95,6 oder 107,1 km bzw. 0,29 oder 0,32 angegeben, diese Angaben beinhalten aber hohe Unsicherheiten.
Photometrische Beobachtungen von (40) Harmonia fanden erstmals statt am 10. Januar 1954 am McDonald-Observatorium in Texas. Aus der nur über etwa eine Stunde laufenden Messung konnte aber keine Rotationsperiode abgeleitet werden. Weitere Beobachtungen erfolgten am 14. und 29. Januar 1958 am gleichen Ort. Nun wurde aus den gemessenen Lichtkurven ein Wert für die Rotationsperiode von 9,14 h bestimmt, während mögliche Werte von 8,90 bzw. 9,38 h als auszuschließen erschienen. Aus Messungen am 14. Februar 1975 am Observatorium Kvistaberg in Schweden wurde allerdings eine Rotationsperiode von 8,9 h abgeleitet, während Beobachtungen vom 7. bis 9. Oktober 1983 am South African Astronomical Observatory (SAAO) in Südafrika mit einer a priori angenommenen Periode von 9,14 Stunden einen vermeintlichen Messfehler zu enthalten schienen und daher nicht weiter ausgewertet wurden. An der Außenstelle El Leoncito des Felix-Aguilar-Observatoriums in Argentinien erfolgten vom 8. bis 13. Mai 1986 neue photometrische Messungen. Aus der in drei Nächten aufgezeichneten Lichtkurve wurde eine Rotationsperiode von 8,91 h bestimmt. Es konnte auch gezeigt werden, dass mit einer solchen Periode der zuvor am SAAO vermutete Messfehler verschwindet.
Auf der Grundlage der archivierten Beobachtungen der Jahre 1958 und 1983 in Verbindung mit den eigenen Messungen aus 1986 konnten die Forscher aus Argentinien in einer Untersuchung von 1991 eine Abschätzung für zwei alternative Positionen der Rotationsachse mit prograder Rotation sowie die Achsenverhältnisse eines zweiachsig-ellipsoidischen Gestaltmodells des Asteroiden vornehmen. Eine Untersuchung von 1993 bestimmte dann aus fünf archivierten Lichtkurven eine verbesserte Lösung für die Position der Rotationsachse mit prograder Rotation und eine Periode von 8,9101 h. Die Bestimmung der Achsenverhältnisse für ein dreiachsiges Ellipsoid enthielt aber für die dritte Achse noch hohe Unsicherheiten.

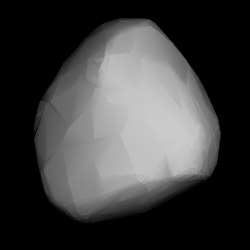
Berechnetes 3D-Modell von (40) Harmonia

Eine neue photometrische Beobachtung am 26. November und 3. Dezember 1994 an einem privaten Observatorium in New York ergab eine sehr lückenhafte Lichtkurve, die als „vereinbar mit der veröffentlichten Rotationsperiode von 9,14 h“ gefunden wurde – der Beobachter war offenbar nicht auf dem letzten Stand. Dagegen konnte eine weitere Beobachtung während drei Nächten vom 18. bis 27. Dezember 1994 an der Automated Telescope Facility der University of Iowa den aktuelleren Wert mit 8,921 h bestätigen. Am Observatorio de Sierra Nevada in Spanien wurde nach neuen Beobachtungen vom 8. September bis 7. Oktober 1997 eine Rotationsperiode von 8,9085 h bestimmt. Es wurden auch zwei Sätze von jeweils zwei alternativen Positionen für die Rotationsachse mit prograder Rotation und die Achsenverhältnisse für ein zweiachsiges Ellipsoid berechnet.
Um mehr Daten zur Erstellung eines dreidimensionalen Gestaltmodells zu liefern, erfolgten vom 29. Dezember 2008 bis 14. Januar 2009 Beobachtungen am Organ Mesa Observatory in New Mexico. Es konnte eine Rotationsperiode von 8,909 h bestimmt werden. Auch Messungen vom 9. Februar bis 5. März 2009 am UnderOak Observatory in New Jersey ergaben eine Lichtkurve mit einer Periode von 8,9091 h, während erneute Beobachtungen vom 30. Mai bis 14. Juni 2010 am Organ Mesa Observatory wieder zu einem Wert von 8,909 h führten.
Eine Auswertung von archivierten Lichtkurven des United States Naval Observatory und der Catalina Sky Survey in Arizona, des Roque-de-los-Muchachos-Observatorium auf La Palma und des Astrometrie-Satelliten Hipparcos ermöglichte in einer Untersuchung von 2011 erstmals die Berechnung eines dreidimensionalen Gestaltmodells und zwei alternativer Lösungen für die Position der Rotationsachse mit prograder Rotation und einer Periode von 8,90848 h. Die Auswertung von 23 vorliegenden Lichtkurven und zusätzlichen Daten der Lowell Photometric Database führte in einer Untersuchung von 2016 zur Erstellung eines neuen dreidimensionalen Gestaltmodells des Asteroiden für eine Position der Rotationsachse mit prograder Rotation. Mit dem neuen Algorithmus All-Data Asteroid Modeling (ADAM) wurde dann 2017 ein Gestaltmodell erstellt, das alle verfügbaren photometrischen Daten in Verbindung mit hochaufgelösten Infrarot-Aufnahmen des Keck-II-Teleskops auf Hawaiʻi vom Dezember 2001, Juni 2003 und Februar 2009 reproduziert. Für die Rotationsachse wurde aus den bisherigen Alternativen eine eindeutige und verbesserte Position mit prograder Rotation und einer Periode von 8,908485 h bestimmt. Für die Größe wurde ein volumenäquivalenter Durchmesser von 113 ± 7 km abgeleitet.
Bereits in einer Untersuchung von 2009 war versucht worden, aus archivierten Beobachtungen des Satelliten Hipparcos für den Asteroiden (40) Harmonia Parameter eines ellipsoidischen Gestaltmodells zu bestimmen. Das Ergebnis erbrachte eine ähnliche Rotationsachse wie frühere Untersuchungen, zeigte aber den falschen Drehsinn. Bei einer erneuten Auswertung von 2019 konnte dann für ein dreiachsig-ellipsoidisches Gestaltmodell eine Rotationsachse, wieder mit retrograder Rotation, und eine Periode von 8,9108 h sowie die Achsenverhältnisse berechnet werden. Zusätzlich wurde die Berechnung aber auch für ein cellinoid-förmiges Gestaltmodell (ähnlich einem flachgedrückten Ei) durchgeführt. Hier wurde jedoch eine völlig andere Rotationsachse mit prograder Rotation und eine Periode von 8,9132 h gefunden.
Zwischen 2012 und 2018 wurden mit der All-Sky Automated Survey for Supernovae (ASAS-SN) auch photometrische Daten von 20.000 Asteroiden aufgezeichnet. Auf mehr als 5000 davon konnte erfolgreich die Methode der konvexen Inversion angewendet werden, darunter auch (40) Harmonia, für die in einer Untersuchung von 2021 ein verbessertes dreidimensionales Gestaltmodell für zwei alternative Rotationsachsen mit prograder Rotation und einer Periode von 8,9085 h berechnet wurde.